# Niagara Falls, New York
Niagara Falls är en stad i den amerikanska delstaten New York med en yta av 43,5 kvadratkilometer och en befolkning som uppgår till 48 671 invånare (2020). Staden ligger i närheten av tvillingstaden Niagara Falls i Kanada. Den ingår tillsammans med Buffalo i storstadsområdet Buffalo–Niagara Falls med en sammanlagd befolkning på drygt 1,1 miljon invånare. 
Staden är, vilket framgår av namnet, belägen vid de kända Niagarafallen cirka 30 km norr om Buffalo, New York. I stadens centrum, som nu är en park, kan turister få en utmärkt vy över de tre mest spektakulära fallen – Amerikanska fallen, Hästskofallen och Brudslöjefallen.